# Enneadesmus crassispina
Enneadesmus crassispina är en skalbaggsart som beskrevs av Pierre Lesne 1936. Enneadesmus crassispina ingår i släktet Enneadesmus och familjen kapuschongbaggar. Inga underarter finns listade i Catalogue of Life.